# コリリアーノ・カーラブロ
コリリアーノ・カーラブロ（伊: Corigliano Calabro）は、イタリア共和国カラブリア州コゼンツァ県コリリアーノ＝ロッサーノに属する分離集落（フラツィオーネ）。
かつては独立したコムーネであったが、2018年3月31日にロッサーノと合併して新自治体の一部となった。

## 地理

### 位置・広がり

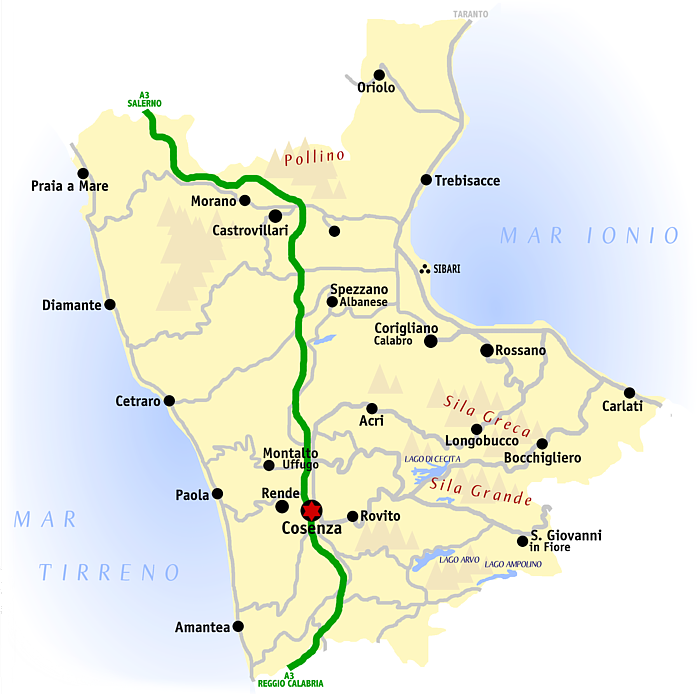
コゼンツァ県概略図

コゼンツァ県東部に位置する。

#### 隣接コムーネ
コムーネとしてのコリリアーノ・カーラブロは、以下のコムーネと隣接していた。
- アクリ
- カッサーノ・アッロ・イオーニオ
- ロンゴブッコ
- ロッサーノ
- サン・コズモ・アルバネーゼ
- サン・デメトリオ・コローネ
- サン・ジョルジョ・アルバネーゼ
- スペッツァーノ・アルバネーゼ
- タルシア
- テッラノーヴァ・ダ・シーバリ